# Lenka Civade
Lenka Civade, également Lenka Horňákova-Civade (née Lenka Horňáková en 1971 à Prostějov) est une écrivaine, journaliste et peintre tchèque vivant de manière permanente en France depuis 1994.

## Biographie
Elle naît le 11 septembre 1971 à Prostějov, en Moravie,. Elle est diplômée de l'Université d'économie. Elle passe plusieurs semestres à la FFUK de Prague,.
Pendant ses études, elle travaille à temps partiel en Belgique, où elle améliore son français et où elle rencontre également son futur mari, l'acteur de théâtre Jean-Louis Civade. Elle l'accompagne à Paris où, après avoir obtenu son diplôme, elle étudie l'économie de 1994 à 1995 dans le cadre du programme Copernicus,. Elle commence également à suivre des cours particuliers de dessin et de peinture, ainsi que des cours d'anatomie et un atelier de modèles à l'École des beaux-arts de Paris,.
Après son mariage avec Jean-Louis, son oncle, le peintre Roger Civade, la soutient dans sa passion de toujours pour le dessin et la peinture et devient son professeur et son guide dans le monde de l'art,.
En 1998, elle et son mari s'installent dans sa Provence natale, où ils reconstruisent les ruines du château de Saint-Pierre Quentin au village de Saignon. Leur intention est d'y organiser des ateliers de théâtre et de danse, des rencontres d'artistes, etc. En raison du manque de compréhension des autorités locales pour cette activité, ils vendent le château et s'installent avec leurs deux enfants plus près d'Avignon.
À partir de 2004, elle collabore avec l'école de danse Choréart de Bonnieux, et après avoir obtenu un diplôme des beaux-arts de la Sorbonne en 2009, elle entame une collaboration avec le conservatoire et la troupe de ballet de l'Opéra d'Avignon. Outre les aquarelles et les pastels du paysage provençal, le sujet de son expression artistique est le travail sur modèle vivant et la capture du mouvement pendant la danse. Elle organise de nombreuses expositions en République tchèque et en France (Prostějov, Prague, Plumlov, Bonnieux, Lysice, Toulouse, Slavonice, Paris, Avignon, Klenová, Písek, Olomouc, etc.). Ses œuvres sont représentées dans des collections privées en Australie, aux États-Unis, en Allemagne, en Grande-Bretagne, en Belgique, en France et en République tchèque,.
Sa carrière littéraire débute en 2010. En 2015, elle publie également des feuilletons pour la Radio tchèque, Pohlednice z kavárny, où elle écrit et enregistre des commentaires et des nouvelles,. Elle publie occasionnellement des articles dans le magazine bimensuel Ateliér[réf. nécessaire]. Elle rédige aussi quelques tribunes dans Le Courrier d'Europe centrale,. En 2024, elle écrit une tribune dans le journal Le Monde sur l'Europe.

### Littérature
En 2010, NLN édition publie son premier roman, Provence jako sen (La Provence en rêve). Le livre raconte son installation en Provence et la rénovation du château dans le Vaucluse. Un an plus tard, la même maison d'édition publie le livre Lanýže et en 2013 un livre de correspondance avec son amie, l'écrivaine française Anne Delaflotte Mehdevi, qui vit à Prague depuis plusieurs décennies, sous le titre Prioritairem Praha – Paříž,. En 2014, il est publié en français par Non Lieu sous le titre Entre Seine et Vltava,.
En 2015, le livre Cartes postales du café est publié aux éditions Lidové noviny, et en 2016, les éditions Alma publient son premier roman en français, Giboulées de soleil. Le roman obtient le prix Renaudot des lycéens,. Il obtient également le Prix La Ruche des mots et le Prix Soroptimist littératures européennes de Cognac. Il raconte l'histoire de trois générations de femmes dans le sud de la Moravie dans les années 1930 à 1980 qui grandissent toutes sans père,. Dès lors, elle assure elle-même la traduction en tchèque de ses livres, publiées ensuite par la maison d‘édition tchèque Argo.
En 2018, toujours aux éditions Alma, elle publie Une verrière sous le ciel. Elle obtient le prix littéraire Richelieu de la francophonie 2019. L'histoire se passe avant la chute de mur de Berlin. Elle raconte le parcours d’une jeune fille tchécoslovaque, venue à Paris pour une colonie de vacances organisée par le Parti communiste tchèque, et qui décide de ne pas rentrer dans son pays.
Son troisième roman, La symphonie du Nouveau Monde, est publié en 2019. Il raconte l'histoire vraie, mais tombée dans l’oubli, d'un jeune ambassadeur de la République Tchécoslovaque en France à l’époque de la Seconde Guerre mondiale, Vladimír Vochoč, parfois comparé à Oskar Schindler. Ce dernier recevra en 2016 à titre posthume le titre de Juste parmi les nations. Le livre fait partie de la présélection du prix Renaudot.
En 2022 parait Un regard bleu. Le roman raconte la rencontre imaginée, à Amsterdam, en 1656, entre le peintre Rembrandt et le philosophe-évêque-pédagogue d’origine tchèque Comenius,.

### Vie privée
Elle vit avec son mari et ses deux enfants dans la commune française de Saint-Saturnin-lès-Apt en région Provence-Alpes-Côte d'Azur,,.
En 2021, elle s'installe à Chatillon-sur-Loire dans le Loiret.

## Œuvres
En tchèque
- 2010 Provence jako sen
- 2011 Lanýže
- 2013 Prioritaire/Priority Praha – Paříž (spolu s Anne Delaflotte Mehdevi)
- 2015 Pohlednice z kavárny
- 2023 Amsterodamské vigilie – chystaný román (Argo)

En français
- 2014 Entre Seine et Vltava (avec Anne Delaflotte Mehdevi), Éditions Non Lieu
- 2016 Giboulées de soleil, aux éditions Alma
- 2018 Une verrière sous le ciel, aux éditions Alma
- 2019 Apprendre Prague, Éditions Magellan & Cie
- 2019 La symphonie du Nouveau Monde, aux éditions Alma
- 2022 Un regard bleu, aux éditions Alma
- 2025 Moi, Europe aux éditions Reconnaissance

## Expositions (sélection)
- 2007 Maison nationale Prostějov
- 2008 Nouvel hôtel de ville, Prague
- 2008 Maison du Livre et de la Culture, Bonnieux, France
- 2009 Musée de la ville de Slavonice
- 2010 Château de Prostějov
- 2011 Conservatoire des Arts du Spectacle, Avignon, France
- 2012 Danse ta vie, Opéra Avignon, France
- 2012 Danse ta vie, Musée Prostějov
- 2013 Dans les paysages de Provence, Musée Prácheň, Písek
- 2015 Parfum de Provence, Galerie Velká Bystřice

## Référence
1. ↑  Notice de la BnF
2. 1 2  Centre France, « Portrait - A Châtillon-sur Loire, Lenka Hornakova Civade, lauréate du Prix Renaudot des lycéens, a trouvé son eldorado », sur www.larep.fr, 19 février 2023 (consulté le 4 novembre 2024)
3. 1 2 3 4 5 6  (cs) « Lenka Horňáková-Civade, spisovatelka », sur Vltava, 22 avril 2016 (consulté le 4 novembre 2024)
4. 1 2 3 4 5  « Mairie d'Apt - Conférence Archipal « Coménius, intellectuel de la Renaissance » », sur www.apt.fr (consulté le 4 novembre 2024)
5. 1 2 3 4 5 6 7 8 9  Ouest-France, « Douarnenez. Une soirée pour rencontrer l’artiste tchèque Lenka Hornakova », sur Ouest-France.fr, 26 octobre 2017 (consulté le 4 novembre 2024)
6. 1 2 3 4 5 6  (cs) « Lenka Horňáková Civade tančí svůj život v avignonské Opeře - Novinky », sur www.novinky.cz, 27 janvier 2012 (consulté le 4 novembre 2024)
7. ↑  « Lenka Hornakova-Civade », sur www.lacauselitteraire.fr (consulté le 4 novembre 2024)
8. ↑  (cs) « Lenka Horňáková-Civade | životopis, informace | ČBDB.cz », sur www.cbdb.cz (consulté le 4 novembre 2024)
9. ↑  Lenka Horňáková-Civade, « Milan Kundera ou l'art de disparaître - CEC », sur Le Courrier d'Europe centrale, 22 juillet 2023 (consulté le 4 novembre 2024)
10. ↑  Lenka Horňáková-Civade, « Lenka Horňáková-Civade : « En réalité, la guerre n'était jamais vraiment loin » - CEC », sur Le Courrier d'Europe centrale, 16 mars 2022 (consulté le 4 novembre 2024)
11. ↑  « Lenka Hornakova-Civade, écrivaine : « L’Europe est parfois fatiguée d’elle-même, c’est là sa grandeur, sa puissance, sa fragilité » », Le Monde,‎ 5 avril 2024 (lire en ligne, consulté le 4 novembre 2024)
12. ↑  « Café littéraire autour de l’ouvrage "Entre Seine et Vltava" », sur WebTV Université de Lille (consulté le 4 novembre 2024)
13. ↑  « Beau temps sur le prix Renaudot des lycéens », sur lanouvellerepublique.fr, 11 novembre 2016 (consulté le 1er novembre 2024)
14. ↑  « Les pères absents se cachent dans le Renaudot «Giboulées de soleil» », sur 20 Minutes, 14 décembre 2016 (consulté le 4 novembre 2024)
15. 1 2 3 4 5  Markéta Hodouskova, « « Un regard bleu », le nouveau livre de l’écrivaine tchèque Lenka Horňáková-Civade paru en France au début de l’année - CEC », sur Le Courrier d'Europe centrale, 6 mars 2022 (consulté le 4 novembre 2024)
16. 1 2  « ALLEZ-Y », sur www.laprovence.com, 11 janvier 2017 (consulté le 4 novembre 2024)
17. ↑  « Marlenheim. Une écrivaine d’origine tchèque, au festival littéraire itinérant « Au fil des ailes » », sur www.dna.fr (consulté le 4 novembre 2024)
18. ↑  « L’histoire de Vladimír Vochoč, « Juste parmi les nations », renaît sous la plume de Lenka Horňáková-Civade », sur Radio Prague International, 5 octobre 2019 (consulté le 4 novembre 2024)
19. ↑  « LENKA HORNAKOVA-CIVADE. Rembrandt et Comenius, dialogue à l’atelier », sur www.dna.fr (consulté le 4 novembre 2024)
20. ↑  « Lenka Horňáková-Civade, la plume française d’une écrivaine tchèque », sur Radio Prague International, 16 février 2022 (consulté le 4 novembre 2024)
21. ↑  « Lenka Horňáková-Civade et sa vie littéraire entre deux langues », sur Radio Prague International, 25 février 2017 (consulté le 4 novembre 2024)